# Diocesi di Alghero-Bosa

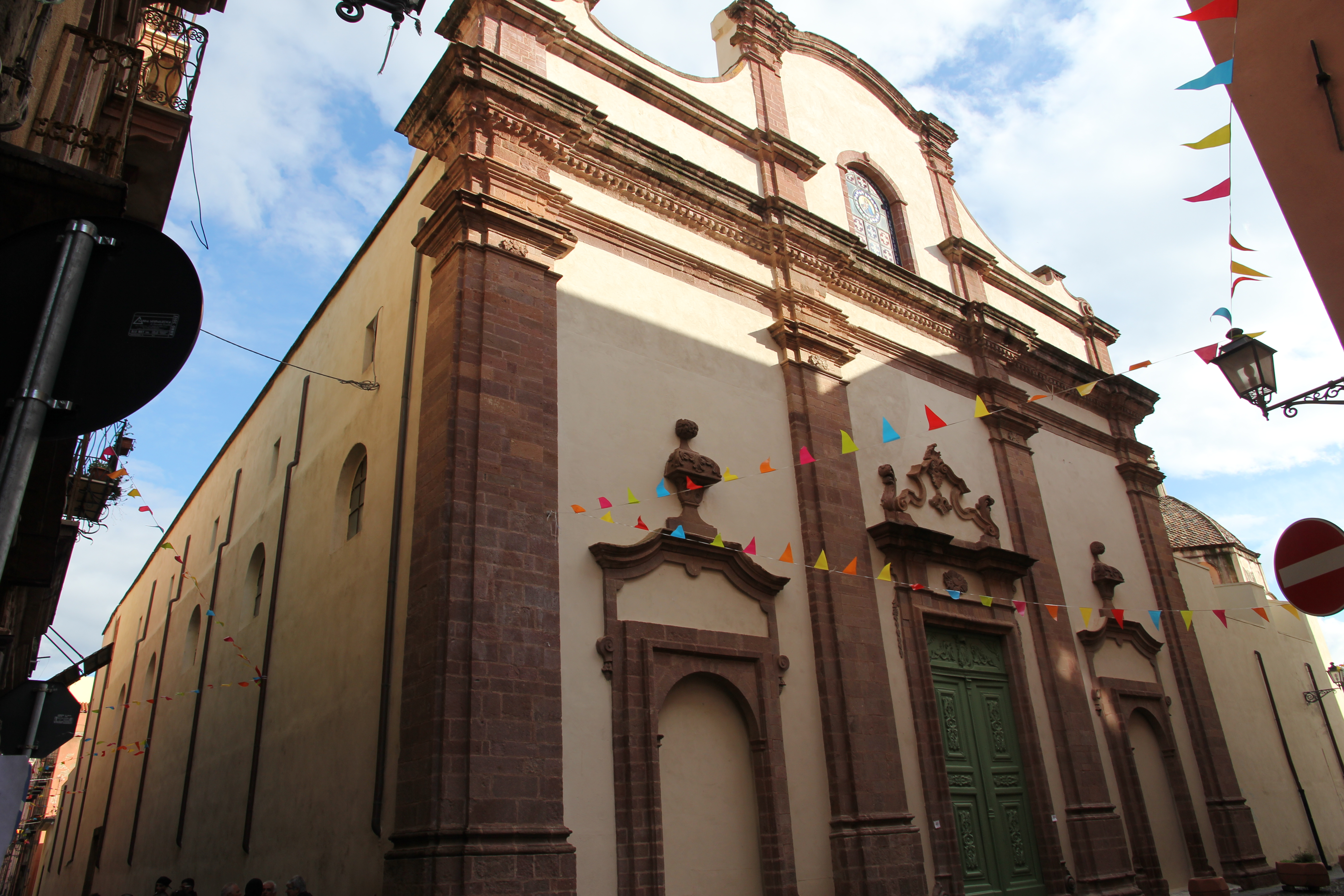
La concattedrale dell'Immacolata Concezione a Bosa.

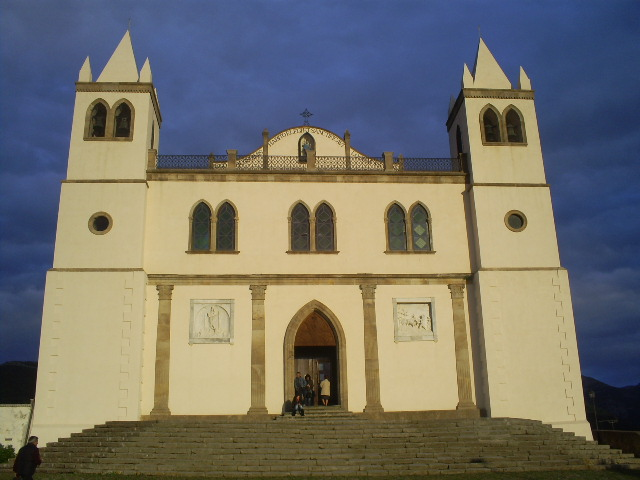
La basilica di Santa Maria della Neve a Cuglieri.

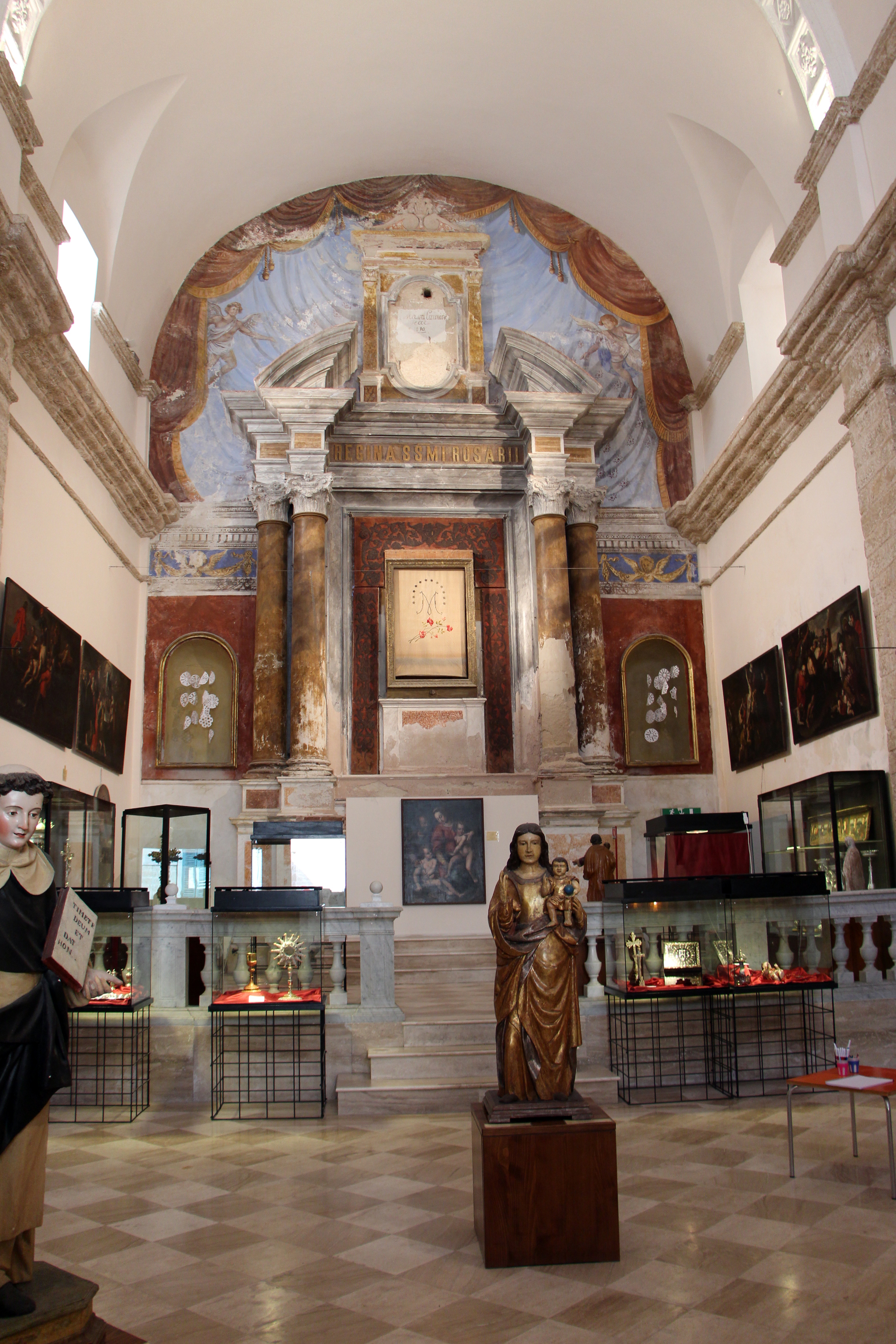
L'interno dell'antica chiesa del Rosario di Alghero, oggi sede del museo diocesano, inaugurato nel 2000, chiuso a tempo indeterminato.

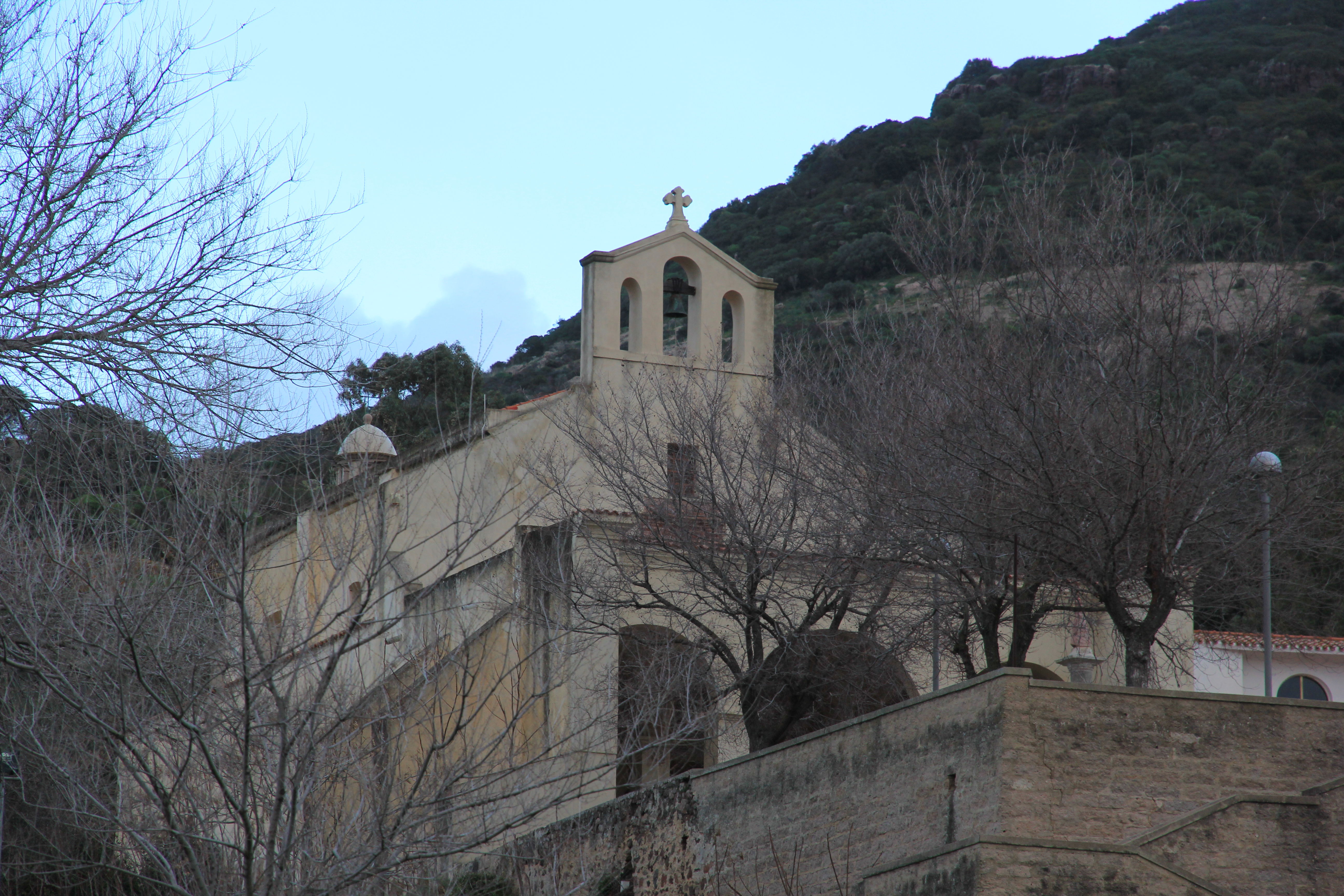
Il santuario di Nostra Signora di Valverde.

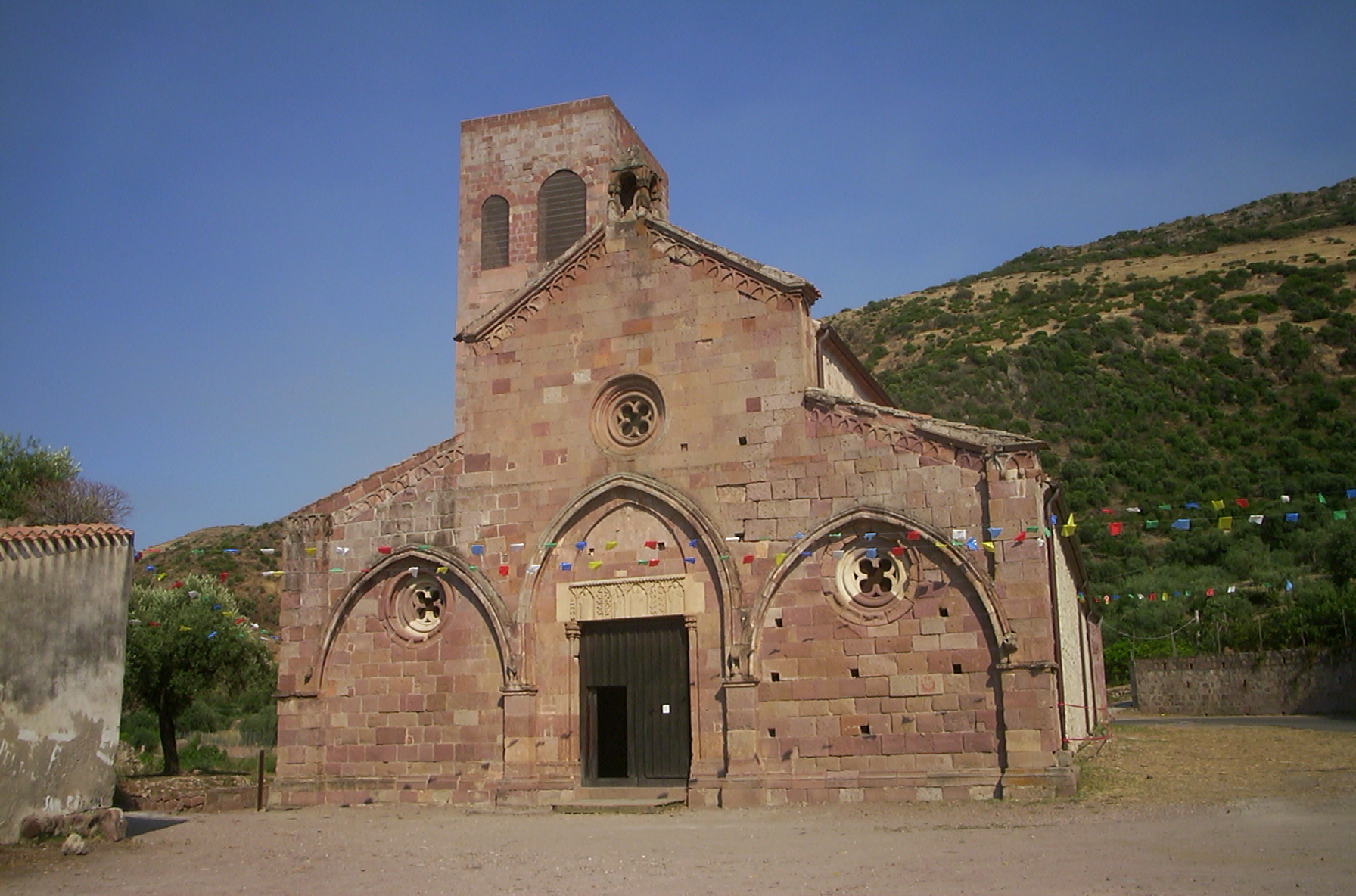
La chiesa di San Pietro, primitiva cattedrale della diocesi di Bosa.

La diocesi di Alghero-Bosa (in latino Dioecesis Algarensis-Bosanensis) è una sede della Chiesa cattolica in Italia suffraganea dell'arcidiocesi di Sassari appartenente alla regione ecclesiastica Sardegna. Nel 2022 contava 102.195 battezzati su 103.153 abitanti. È retta dal vescovo Mauro Maria Morfino, S.D.B.

## Territorio
La diocesi, situata nel nord-ovest della Sardegna, comprende la città di Alghero ed altri comuni delle province di Sassari, Oristano e Nuoro, tra i quali i più popolosi sono Bosa e Macomer. Nel dettaglio:
- in provincia di Nuoro 10 comuni: Birori, Bolotana, Borore, Bortigali, Dualchi, Lei, Macomer, Noragugume, Silanus, Sindia;
- in provincia di Oristano 19 comuni e una frazione: Aidomaggiore, Boroneddu, Bosa, Cuglieri, Flussio, la frazione di Zuri, Magomadas, Modolo, Montresta, Norbello, Sagama, Santu Lussurgiu, Scano di Montiferro, Sedilo, Sennariolo, Soddì, Suni, Tadasuni, Tinnura, Tresnuraghes;
- in provincia di Sassari 11 comuni: Alghero, Mara, Monteleone Rocca Doria, Olmedo, Padria, Pozzomaggiore, Putifigari, Romana, alcune aree della Nurra di Sassari, Semestene, Uri, Villanova Monteleone.

Sede vescovile è la città di Alghero, dove si trova la cattedrale dell'Immacolata Concezione. Sempre all'Immacolata Concezione è dedicata la concattedrale di Bosa. A Cuglieri sorge la basilica minore dedicata a Santa Maria della Neve, mentre nei pressi di Alghero sorge il santuario di Nostra Signora di Valverde, santuario mariano diocesano.
La diocesi si estende su 2.014 km² ed è suddivisa in 61 parrocchie, raggruppate dal 2014 in 3 foranie: Alghero, Bosa, Macomer.

### Parrocchie
- Aidomaggiore: Santa Maria ad Palmas
- Alghero città
  - Cattedrale Immacolata Concezione
  - Nostra Signora della Mercede
  - San Giuseppe
  - Santissimo Nome di Gesù
  - Madonna del S. Rosario
  - San Paolo Apostolo in Santa Maria Goretti
  - San Giovanni Bosco
  - San Luca Evangelista
- Alghero Fertilia
  - Sacro Cuore e San Marco
- Alghero Loretella
  - Nostra Signora di Loreto
- Alghero Maristella
  - Nostra Signora Maris Stella
- Alghero Santa Maria La Palma
  - Santa Maria La Palma
- Alghero Guardia Grande
  - Nostra Signora della Guardia
- Alghero Villassunta
  - Beata Vergine Assunta
- Birori: Sant'Andrea Apostolo
- Bolotana: San Pietro Apostolo
- Boroneddu: San Lorenzo martire
- Borore: Beata Vergine Assunta
- Bortigali
  - Santa Maria degli Angeli
  - Sant'Elena imperatrice (Mulargia)
- Bosa
  - Concattedrale dell'Immacolata Concezione
  - Sacro Cuore
  - Santa Maria Stella Maris (Bosa Marina)
- Cuglieri
  - Santa Maria ad Nives
  - Santa Caterina d'Alessandria (Santa Caterina di Pittinuri)
- Dualchi: San Leonardo Confessore
- Flussio: Santa Maria della Neve
- Ghilarza: San Pietro Apostolo (Zuri)
- Lei: San Pietro Apostolo
- Macomer
  - San Francesco d'Assisi
  - Madonna Missionaria
  - Sant'Elena imperatrice
  - San Pantaleo
  - Sacra Famiglia
- Magomadas: San Giovanni Battista
- Mara: San Giovanni Battista
- Modolo: Sant'Andrea apostolo
- Monteleone Rocca Doria: Santo Stefano protomartire
- Montresta: San Cristoforo
- Noragugume: San Giacomo apostolo
- Norbello: San Giorgio martire (Domusnovas Canales)
- Olmedo: Nostra Signora di Talia
- Padria: Santa Giulia
- Pozzomaggiore: San Giorgio martire
- Putifigari: Nostra Signora de s'Ena frisca
- Romana: Santa Maria degli Angeli
- Sagama: Sant'Angelo
- Santu Lussurgiu: San Pietro apostolo
- Scano di Montiferro: San Pietro apostolo
- Sedilo: San Giovanni Battista
- Semestene: San Giorgio martire
- Sennariolo: Sant'Andrea apostolo
- Silanus: Sant'Antonio abate
- Sindia: Nostra Signora di Corte
- Soddì: Spirito Santo
- Suni: Santa Maria della neve
- Tadasuni: San Nicola di Bari
- Tinnura: Sant'Anna
- Tresnuraghes: San Giorgio martire
- Uri: Nostra Signora della Pazienza
- Villanova Monteleone: San Leonardo abate

## Storia

### Cornus
La medievale diocesi di Bosa trae la sua origine dall'antica diocesi di Cornus, città punico-romana che, secondo l'Itinerario Antonino, era a metà strada tra Bosa e Tharros, lungo la costa centro-occidentale della Sardegna. Qui è attestata per la prima volta la presenza di una diocesi nel V secolo, quando Bonifacio di Senafer prese parte, assieme ad altri vescovi sardi, al concilio indetto a Cartagine nel 484 dal re vandalo Unerico; oggi tutti gli storici identificano Senafer con l'antica Cornus, la cui diocesi fu eretta probabilmente tra la fine del IV secolo e gli inizi del V, come indicherebbero i dati archeologici.
In una lettera indirizzata da Gregorio Magno al metropolita di Cagliari, Ianuarius, sono menzionati tutti i vescovi dell'isola senza però riferimento alla sede di appartenenza; è presumibile che uno di questi sia stato vescovo di Cornus. Infine la Chiesa di Cornus è ancora attestata nel VII secolo, quando il vescovo Boezio, vescovo della Sancta ecclesia Cornensis, prese parte al concilio indetto a Roma da papa Martino I nel 649. La diocesi ebbe termine con l'occupazione saracena dell'isola, che portò alla scomparsa di tutte le strutture cristiane. Gli scavi archeologici hanno messo in luce, in località Columbaris, a circa un chilometro da Cornus, una insula episcopalis, consistente nei resti di una basilica con fonte battesimale e di altri edifici ad uso cultuale ed abitativo.

### Bosa
Nell'XI secolo, all'epoca di papa Alessandro II, venne riformata la Chiesa sarda con l'istituzione di nuove diocesi. Tra queste la diocesi di Bosa, che inglobò il territorio dell'antica diocesi di Cornus, inserita nel giudicato di Torres. La nuova sede confinava a nord con l'arcidiocesi di Torres, di cui era suffraganea, ad est con la diocesi di Ottana e a sud con l'arcidiocesi di Oristano.
Il primo vescovo storicamente documentato è Costantino de Castra, che nel 1073 consacrò la primitiva cattedrale dedicata a San Pietro, e che nello stesso anno fu nominato metropolita di Torres da papa Gregorio VII.
Nel corso del XII e XIII secolo la diocesi vide l'arrivo di diversi ordini religiosi; tra questi, sono attestati i benedettini cassinesi a Ferrughesu di Suni, i camaldolesi a Scano Montiferro e a Pozzomaggiore, e i cistercensi a Sindia e a Garaveta di Bosa.
Nel XIV secolo il primitivo borgo di Bosa andò spopolandosi a favore della località di Serravalle, dove la famiglia Malaspina, di origini toscane, aveva fatto costruire il nuovo castello. Anche i vescovi vi trasferirono la loro sede, e la chiesa di Santa Maria divenne la nuova cattedrale della diocesi.
Al concilio di Trento, nel Cinquecento, presero parte due vescovi di Bosa, Baltasar de Heredia e Vincenzo de Leone; il primo ebbe modo di intervenire in più occasioni, nei dibattiti teologici sul peccato originale, sulla giustificazione e sulla concezione immacolata di Maria. Tra i vescovi post-conciliari, si distinse in particolare Nicolò Canelles, che nel 1580 diede alle stampe nuove costituzioni per regolamentare la vita e la disciplina del clero. Antonio Atzori celebrò nel 1593 il primo sinodo diocesano; di questi se ne conoscono quindici, fino alla fine del Settecento.
Tra Settecento e Ottocento venne istituito il seminario diocesano, nei locali dell'ex collegio dei gesuiti, durante l'episcopato di Giovanni Antonio Cossu, e fu ricostruita la cattedrale, all'epoca del vescovo Gavino Murru.
Il 9 marzo 1803, in concomitanza con la restaurazione della diocesi di Bisarcio, Bosa cedette 6 parrocchie alla diocesi di Alghero, acquisendo al contempo alcune piccole parrocchie dall'arcidiocesi di Oristano.
A metà dell'Ottocento, la diocesi rimase vacante per 26 anni, per la mancata presentazione dei vescovi da parte dei re di Sardegna; nel 1855 furono espropriati dallo Stato alcuni conventi diocesani. Per porre fine a questa situazione irregolare, papa Pio IX nel 1871 nominò il nuovo vescovo Eugenio Cano, senza attendere la presentazione da parte del governo sabaudo.

### Alghero
La diocesi di Alghero fu eretta l'8 dicembre 1503 con la bolla Aequum reputamus di papa Giulio II, che diede attuazione ad una disposizione del suo predecessore Alessandro VI: con questa bolla il papa sopprimeva le sedi vescovili di Castro e di Bisarcio, che venivano unite a quella di Ottana, il cui vescovo contestualmente trasferiva la sua sede ad Alghero, sottratta alla giurisdizione degli arcivescovi di Torres.
La diocesi era costituita da due entità territoriali non contigue fra loro: la parte più consistente era formata dal territorio delle antiche sedi di Castro, Bisarcio e Ottana, nel centro-nord dell'isola; una porzione di diocesi si trovava sul litorale occidentale ed era formata da Alghero e dal suo territorio, distante dai 90 ai 150 chilometri dal resto della diocesi. Questa situazione, voluta "dai re di Spagna che intendevano confermare l'importanza strategica di Alghero anche con vescovi fedeli alla corona", finì per creare problemi e rendere difficoltosi il governo e l'azione pastorale.
Pietro Parente, genovese, fu il primo vescovo a risiedere ad Alghero e presenziò al concilio Lateranense V nel 1512, dalla prima alla settima sessione. L'attuazione delle disposizioni relative alle soppressioni delle antiche sedi non fu immediata e sollevò diverso malumore, soprattutto da parte del capitolo di Ottana, restio a trasferirsi ad Alghero. Pietro Parente infatti compare nel concilio Lateranense ancora con il titolo di "vescovo di Ottana". Così anche il suo successore, Juan Loaysa. Ed è solo nel 1543, durante l'episcopato di Pedro Vaguer, che si ebbe la formale presa di possesso da parte del vescovo di Alghero delle antiche sedi di Castro, di Bisarcio e di Ottana. Ma i malumori dovettero continuare ancora a lungo, perché nel 1572 papa Gregorio XIII dovette intervenire per confermare e ribadire la soppressione delle antiche sedi episcopali.
Pedro del Frago Garcés (1566-1572) fu il primo vescovo a risiedere stabilmente in diocesi e poté dare avvio ad una normale attività amministrativa e pastorale, alla luce del concilio di Trento: celebrò due sinodi diocesani e avviò la costruzione della cattedrale. Andrés Bacallar (1578-1604) è considerato il vero fondatore della diocesi: "Nel 1581 celebrò un sinodo diocesano con orientamenti marcatamente pastorali: gli atti, redatti in catalano e conservati manoscritti nell'archivio diocesano, rivestono anche un grande interesse letterario e giuridico, perché rappresentano l'unico testo di diritto ecclesiastico sardo in lingua catalana; fondò il seminario (secondo in tutta l'isola); si adoperò perché i gesuiti aprissero in Alghero un collegio con scuole (1588); portò a compimento la costruzione della cattedrale che inaugurò nel 1593 e portò a termine ben nove visite pastorali".
Quando la Sardegna passò dalla Spagna ai Savoia (1718), la diocesi ebbe quasi ininterrottamente dei vescovi piemontesi, bene preparati e dediti ad attività pastorali; Giuseppe Agostino Delbecchi costruì il nuovo seminario (1753); Gioacchino Michele Radicati fece editare nel 1790 in lingua algherese il catechismo della dottrina cristiana.
Tra Settecento e Ottocento la diocesi perse la maggior parte del territorio dell'entroterra: infatti il 21 luglio 1779 parte del territorio dell'antica diocesi di Ottana fu ceduto a vantaggio del ripristino della diocesi di Galtellì-Nuoro (oggi diocesi di Nuoro); il 9 marzo 1803 il territorio corrispondente a quello delle antiche diocesi di Castro e di Bisarchio fu ceduto a vantaggio del ristabilimento della sede di Bisarchio (oggi diocesi di Ozieri). Contestualmente il suo territorio fu ingrandito nel 1798 con 3 parrocchie (Uri, Olmedo e Semestene) dell'arcidiocesi di Sassari, e nel 1803 con 6 parrocchie (Mara, Monteleone, Padria, Pozzomaggiore, Romana e Villanova Monteleone) sottratte alla diocesi di Bosa. Queste acquisizioni permisero l'unione tra la parte della diocesi attorno ad Alghero con ciò che restava del territorio dell'entroterra.
Il 31 dicembre 1938, con decreto della Congregazione Concistoriale, le parrocchie di Orotelli, Ottana, Orani, Sarule e Oniferi passarono alla diocesi di Nuoro.
Il 25 marzo 1949, con la lettera apostolica Augustissimum coeli, papa Pio XII proclamò la Beata Maria Vergine di Valverde patrona principale della città e della diocesi, assieme a San Michele Arcangelo, compatrono.

### Alghero-Bosa
Il 18 marzo 1972 Francesco Spanedda, già vescovo di Bosa, fu nominato anche vescovo di Alghero, unendo così le due sedi in persona episcopi.
Il 30 settembre 1986, con il decreto Instantibus votis della Congregazione per i Vescovi, l'unione è divenuta piena e la diocesi ha assunto il nome attuale.

## Cronotassi dei vescovi
Si omettono i periodi di sede vacante non superiori ai 2 anni o non storicamente accertati.

### Vescovi di Senafer-Cornus
- Bonifacio di Senafer † (menzionato nel 484)
- Anonimo † (al tempo di Gregorio Magno)
- Boezio di Cornus † (menzionato nel 649)

### Vescovi di Bosa
- Costantino de Castra † (? - 1073 nominato arcivescovo di Sassari)
- Pietro I † (prima del 1106 - dopo aprile 1112)
- Marino † (prima di ottobre 1112 - dopo il 1116)
- Giovanni † (menzionato nel 1138)
- Pietro Spanu † (menzionato dopo il 1139)
- Goffredo † (menzionato nel 1170)
- Dionigi † (prima del 1176 - dopo il 1186)
- Anonimo † (prima del 1233 - dopo il 1237)
- Gunnario † (menzionato nel 1239)
- Tommaso † (prima del 1259[11] - dopo il 1262)
- Mazuclo † (menzionato nel 1263)
- Giacomo † (menzionato nel 1268)
- Anonimo † (menzionato nel 1278)
- Michele Sola † (menzionato nel 1286 circa)
- Francesco † (menzionato nel 1288)[12]
- Pietro II † (? - 1304)
- Nicola de Vare † (10 luglio 1304 - dopo il 1312)
- Giovanni de Clavaro, O.Carm. † (prima del 1327 - 1340 deceduto)
- Nicola † (prima del 1342 - dopo il 1344)
- Raimondo de Gauzens † (? - circa 1349 deceduto)
- Pietro III, O.S.B. † (2 settembre 1349 - 1350 deceduto)
- Aimerico † (20 gennaio 1351 - 1356 deceduto)
- Andrea, O.Carm. † (29 maggio 1356 - 1360 deceduto)
- Ruggero Piazza, O.F.M. † (21 luglio 1360 - 19 aprile 1363 nominato vescovo di Mazara del Vallo)
- Rainerio de Filippono † (19 aprile 1363 - prima di febbraio 1391 deceduto)
- Obbedienza romana e pisana:
  - Antonio † (15 febbraio 1391 - 1402 deceduto)
  - Antonio de Ligios † (8 novembre 1402 - 1406 deceduto)
  - Benedetto, O.S.B. † (26 maggio 1406 - 1407[13])
  - Antonio Sangallo † (29 luglio 1407 - 1º febbraio 1413 nominato vescovo di Strongoli[13])
  - Antonio Stamingo, O.F.M. † (9 febbraio 1413 - 2 aprile 1418 nominato vescovo di Martirano[13])
- Obbedienza avignonese:
- Ludovico Gervas o Hermats o Gómez, O.P. † (9 marzo 1418 - 1423 deceduto)
- Juan Casanova, O.P. † (1424 - 29 dicembre 1425 nominato vescovo di Elne)
  - Sede vacante (1425-1435)
- Giuliano † (22 agosto 1435 - 1445 deceduto)
- Tommaso de Rubeo, O.P. † (3 dicembre 1445 - 1449 deceduto)
- Francesco Meloni † (4 giugno 1449 - 1450 deceduto)
- Giovanni Saguini[14], O.P. † (4 febbraio 1450 - 1460 deceduto)
- Bernardo Roig † (18 gennaio 1460 - ?)
- Giovanni de Sallinis, O.F.M. † (17 giugno 1471 - 1484 deceduto)
- Galcerando Galba † (9 febbraio 1484 - dopo il 23 marzo 1493)
- Pietro di Sorra † (4 dicembre 1495 - ? deceduto)
- Giovanni di Sorra † (17 settembre 1516 - ?)
- Bernardo Gentile, O.P. † † (10 febbraio 1535 - 1537 deceduto)
- Nicolás de Aragón † (26 gennaio 1537 - 1541 deceduto)
- Baltasar de Heredia, O.P. † (6 luglio 1541 - 31 agosto 1548 nominato arcivescovo di Cagliari)
- Vincenzo de Leone, O.Carm. † (16 novembre 1548 - 1556 deceduto)
- Antonio Pintor Cavaro † (4 maggio 1556 - 1572 deceduto)
- Giovanni Melis, O.F.M.Conv. † (19 novembre 1572 - 1575 deceduto)
- Giovanni Serra, O.E.S.A. † (19 gennaio 1575 - 1577 deceduto)
- Nicola o Nicolò Canyelles o Canelles † (14 ottobre 1577 - 1586 deceduto)
- José Anglés, O.F.M. † (1º ottobre 1586 - 1588 deceduto)
- Jerónimo García, O.SS.T. † (11 maggio 1588 - 1589 deceduto)
- Giovanni Francesco Fara † (14 gennaio 1591 - 15 novembre 1591 deceduto)
- Antonio Atzori † (1º settembre 1592 - 1604 deceduto)
- Gavino Manca de Cedrelles † (27 giugno 1605 - 26 marzo 1612 nominato vescovo di Alghero)
- Juan Álvarez Zapata, O.Cist. † (18 giugno 1612 - 11 marzo 1613 nominato vescovo di Solsona)
- Giovanni Battista de Aquena † (18 marzo 1613 - 1614 deceduto)
- Vincenzo Bacallar † (31 agosto 1615 - 1625 deceduto)
- Giovanni Atzori † (19 febbraio 1625 - 1627 deceduto)
- Sebastiano Carta † (29 novembre 1627 - 1631 deceduto)
- Melchiorre Pirella † (12 maggio 1631 - 7 maggio 1635 nominato vescovo di Ales e Terralba)
- Giovanni Maria Olmo † (3 dicembre 1635 - 1639 deceduto)
- Vicente Agustín Clavería † (27 giugno 1639 - 17 ottobre 1644 nominato vescovo di Alghero)
- Gaspare Litago † (24 aprile 1645 - 29 aprile 1652 nominato vescovo di Ampurias)
- Francisco Camps y Moles † (12 gennaio 1654 - 1656 deceduto)
- Giacomo Capay y Castagner † (28 gennaio 1658 - 1663 deceduto)
- Gavino Cattayna, O.Carm. † (26 novembre 1663 - 16 novembre 1671 nominato arcivescovo di Sassari)
- Francisco López Urraca, O.E.S.A. † (15 gennaio 1672 - 13 settembre 1677 nominato vescovo di Alghero)
- Serafino Esquirro † (8 novembre 1677 - 15 luglio 1680 nominato vescovo di Ales e Terralba)
- Giorgio Sotgia, O.S.M. † (12 gennaio 1682 - 1701 nominato arcivescovo di Sassari)[15]
- Gavino de Aquena † (17 dicembre 1703 - agosto 1722 o 1723 deceduto)
- Nicola Cani, O.P. † (17 marzo 1727 - marzo 1737 deceduto)
- Giovanni Leonardo Sanna † (30 settembre 1737 - ottobre 1741 deceduto)
- Francesco Bernardo de Cespedes † (28 febbraio 1742 - 25 gennaio 1746 deceduto)
- Antonio Amat † (19 dicembre 1746 - 1º agosto 1748 deceduto)
- Giovanni Battista Machin Espiga † (2 dicembre 1748 - 21 agosto 1749 deceduto)
- Raimondo Quesada † (19 gennaio 1750 - 2 marzo 1758 deceduto)
- Giuseppe Stanislao Concas † (3 settembre 1759 - 14 gennaio 1763 deceduto)
- Giovanni Antonio Borro † (22 agosto 1763 - gennaio 1767 deceduto)
- Giovanni Battista Quasina o Coasina † (16 maggio 1768 - luglio 1785 deceduto)
- Giovanni Antonio Cossu, O.S.M. † (19 dicembre 1785 - 16 agosto 1796 deceduto)
  - Sede vacante (1796-1800)
- Gavino Murru † (11 agosto 1800 - 29 marzo 1819 nominato arcivescovo di Sassari)
  - Sede vacante (1819-1823)
- Francesco Tola † (10 marzo 1823 - 23 febbraio 1843 deceduto)
- Antonio Uda † (20 gennaio 1845 - 2 dicembre 1845 deceduto)
  - Sede vacante (1845-1871)
- Eugenio Cano † (22 dicembre 1871 - febbraio 1905 dimesso)
- Giovanni Battista Vinati † (16 gennaio 1906 - 31 luglio 1916 dimesso)
- Angelico Zanetti, O.F.M. † (16 dicembre 1916 - 24 aprile 1926 deceduto)
- Filippo Mantini † (21 giugno 1926 - 22 giugno 1931 nominato vescovo di Cagli e Pergola)
- Nicolò Frazioli † (30 settembre 1931 - 30 ottobre 1956 deceduto)
- Francesco Spanedda † (23 dicembre 1956 - 17 marzo 1979 nominato arcivescovo di Oristano)
- Giovanni Pes † (23 maggio 1979 - 30 settembre 1986 nominato vescovo di Alghero-Bosa)

### Vescovi di Alghero
- Pedro Parente † (dicembre 1503 o 1504 - 1514 deceduto)
- Juan Loaysa † (13 novembre 1514 - 8 giugno 1524 nominato vescovo di Mondoñedo)
- Guillermo Casador † (19 giugno 1525 - 1527 deceduto)[16]
- Domenico Pastorello, O.F.M.Conv. † (27 gennaio 1528 - 13 novembre 1534 nominato arcivescovo di Cagliari)
- Juan Reina † (13 novembre 1534 - 5 giugno 1538 nominato vescovo di Pamplona)
- Durante Duranti † (25 giugno 1538 - 18 febbraio 1541 nominato vescovo di Cassano all'Jonio)
- Pedro Vaguer † (4 maggio 1541 - 1566 deceduto)
- Pedro del Frago Garcés † (20 dicembre 1566 - 26 novembre 1572 nominato vescovo di Jaca)
- Antioco Nin † (26 novembre 1572 - 1578 deceduto)
- Andrés Bacallar † (13 gennaio 1578 - 13 settembre 1604 nominato arcivescovo di Sassari)
- Nicolò Cannavera † (1º ottobre 1604 - 1611 deceduto)
- Gavino Manca de Cedrelles † (26 marzo 1612 - 29 luglio 1613 nominato arcivescovo di Sassari)
- Lorenzo Nieto, O.S.B. † (12 agosto 1613 - 25 ottobre 1621 nominato arcivescovo di Oristano)
- Ambrogio Machin, O. de M. † (15 novembre 1621 - 20 settembre 1627 nominato arcivescovo di Cagliari)
- Gaspar Prieto Orduña, O. de M. † (6 ottobre 1627 - 18 febbraio 1636 nominato vescovo di Elne)
  - Cipriano de Azcón † (7 settembre 1637 - 1639 deceduto) (vescovo eletto)
- Antonio Nusco † (28 febbraio 1639 - 1642 deceduto)
- Vicente Agustín Clavería † (17 ottobre 1644 - 1652 deceduto)
- Francesco Boyl, O. de M. † (22 settembre 1653 - 1655 deceduto)
- Dionigi Carta-Senes, O.F.M. † (24 settembre 1657 - ottobre 1657 deceduto)
- Salvatore Mulas Pirella † (9 giugno 1659 - 1661 deceduto)
- Andrés Aznar Naves, O.E.S.A. † (15 gennaio 1663 - 16 novembre 1671 nominato vescovo di Jaca)[17]
- Lussorio Roger † (15 gennaio 1672 - 1676 deceduto)
- Francisco López Urraca, O.E.S.A. † (13 settembre 1677 - 14 aprile 1681 nominato vescovo di Barbastro)
- Antonio Diaz de Aux, O. de M. † (1º settembre 1681 - 18 marzo 1686 nominato arcivescovo di Cagliari)
- Jerónimo de Velasco, O.S.B. † (1º aprile 1686 - 10 febbraio 1692 deceduto)
- José de Jesús María, O.A.D. † (18 maggio 1693 - 1694 deceduto)[18]
- Tommaso Carnicer, O.P. † (19 settembre 1695 - 13 luglio 1720 deceduto)
  - Sede vacante (1720-1726)
- Giovanni Battista Lomellino, O.P. † (16 dicembre 1726 - 17 agosto 1729 nominato vescovo di Saluzzo)
- Dionigi Gioacchino Belmont, O.S.M. † (28 novembre 1729 - dicembre 1732 deceduto)
- Matteo Bertolini † (5 maggio 1733 - 27 novembre 1741 nominato arcivescovo di Sassari)
- Carlo Francesco Casanova † (27 novembre 1741 - 17 maggio 1751 nominato arcivescovo di Sassari)
- Giuseppe Agostino Delbecchi, Sch.P. † (17 maggio 1751 - 18 luglio 1763 nominato arcivescovo di Cagliari)
- Giuseppe Maria Incisa Beccaria † (9 luglio 1764 - 7 settembre 1772 nominato arcivescovo di Sassari)
- Gioacchino Michele Radicati, O.P. † (7 settembre 1772 - 19 maggio 1793 deceduto)
  - Sede vacante (1793-1805)
  - Salvatore Giuseppe Mameli † (11 agosto 1800 - 26 febbraio 1801 deceduto) (vescovo eletto)
- Pietro Bianco † (23 settembre 1805 - 28 maggio 1827 deceduto)
  - Sede vacante (1827-1832)
- Filippo Arrica † (24 febbraio 1832 - 29 gennaio 1839 deceduto)
  - Sede vacante (1839-1842)
- Efisio Casula † (22 luglio 1842 - 1842 dimesso)
- Pietro-Raffaele Arduino, O.F.M.Conv. † (30 gennaio 1843 - 12 novembre 1863 deceduto)
  - Sede vacante (1863-1871)
- Giovanni Maria Filia † (24 novembre 1871 - 22 ottobre 1882 deceduto)
- Eliseo Giordano, O.Carm. † (15 marzo 1883 - 7 gennaio 1906 deceduto)
- Giovanni Battista Vinati † (16 gennaio 1906 - aprile 1907 dimesso)
- Ernesto Maria Piovella, O.SS.C.A. † (15 aprile 1907 - 19 aprile 1914 nominato arcivescovo di Oristano)
- Francesco d'Errico † (5 agosto 1914 - 8 ottobre 1938 dimesso)
- Adolfo Ciuchini, O. de M. † (3 marzo 1939 - 7 gennaio 1967 ritirato)
  - Sede vacante (1967-1972)
- Francesco Spanedda † (18 marzo 1972 - 17 marzo 1979 nominato arcivescovo di Oristano)
- Giovanni Pes † (23 maggio 1979 - 30 settembre 1986 nominato vescovo di Alghero-Bosa)

### Vescovi di Alghero-Bosa
- Giovanni Pes † (30 settembre 1986 - 18 febbraio 1993 ritirato)
- Antonio Vacca † (18 febbraio 1993 - 29 settembre 2006 dimesso)
- Giacomo Lanzetti (29 settembre 2006 - 28 giugno 2010 nominato vescovo di Alba)
- Mauro Maria Morfino, S.D.B., dal 31 gennaio 2011

## Statistiche
La diocesi nel 2022 su una popolazione di 103.153 persone contava 102.195 battezzati, corrispondenti al 99,1% del totale.
| anno                    | popolazione | popolazione | popolazione | presbiteri | presbiteri | presbiteri | presbiteri                | diaconi | religiosi | religiosi | parrocchie |
| anno                    | battezzati  | totale      | %           | numero     | secolari   | regolari   | battezzati per presbitero | diaconi | uomini    | donne     | parrocchie |
| ----------------------- | ----------- | ----------- | ----------- | ---------- | ---------- | ---------- | ------------------------- | ------- | --------- | --------- | ---------- |
| diocesi di Alghero      |             |             |             |            |            |            |                           |         |           |           |            |
| 1959                    | 65.468      | 65.468      | 100,0       | 79         | 66         | 13         | 828                       |         | 16        | 91        | 23         |
| 1970                    | 80.720      | 80.720      | 100,0       | 82         | 58         | 24         | 984                       |         | 32        | 138       | 32         |
| 1980                    | 79.500      | 80.000      | 99,4        | 79         | 56         | 23         | 1.006                     |         | 28        | 126       | 35         |
| diocesi di Bosa         |             |             |             |            |            |            |                           |         |           |           |            |
| 1949                    | 35.524      | 35.524      | 100,0       | 68         | 44         | 24         | 522                       |         | 27        | 84        | 22         |
| 1959                    | 37.500      | 37.500      | 100,0       | 76         | 47         | 29         | 493                       |         | 31        | 114       | 22         |
| 1970                    | 35.000      | 35.000      | 100,0       | 73         | 44         | 29         | 479                       |         | 39        | 126       | 21         |
| 1980                    | 37.740      | 37.740      | 100,0       | 44         | 39         | 5          | 857                       |         | 5         | 106       | 22         |
| diocesi di Alghero-Bosa |             |             |             |            |            |            |                           |         |           |           |            |
| 1990                    | 115.000     | 115.500     | 99,6        | 113        | 89         | 24         | 1.017                     |         | 25        | 198       | 61         |
| 1999                    | 106.300     | 106.910     | 99,4        | 97         | 78         | 19         | 1.095                     | 3       | 22        | 229       | 61         |
| 2000                    | 106.300     | 106.910     | 99,4        | 96         | 77         | 19         | 1.107                     | 3       | 20        | 229       | 61         |
| 2001                    | 106.300     | 106.900     | 99,4        | 93         | 72         | 21         | 1.143                     | 3       | 24        | 184       | 61         |
| 2002                    | 106.300     | 106.800     | 99,5        | 93         | 72         | 21         | 1.143                     | 3       | 24        | 184       | 61         |
| 2003                    | 106.000     | 106.200     | 99,8        | 97         | 79         | 18         | 1.092                     | 3       | 20        | 186       | 61         |
| 2004                    | 106.000     | 106.200     | 99,8        | 94         | 70         | 24         | 1.127                     | 3       | 26        | 185       | 61         |
| 2006                    | 106.050     | 106.250     | 99,8        | 99         | 72         | 27         | 1.071                     | 8       | 30        | 182       | 61         |
| 2010                    | 105.800     | 106.500     | 99,3        | 85         | 66         | 19         | 1.244                     | 12      | 22        | 155       | 61         |
| 2012                    | 106.900     | 107.600     | 99,3        | 84         | 63         | 21         | 1.272                     | 12      | 24        | 151       | 61         |
| 2015                    | 108.600     | 109.200     | 99,5        | 81         | 60         | 21         | 1.340                     | 11      | 22        | 139       | 61         |
| 2018                    | 109.206     | 109.760     | 99,5        | 78         | 56         | 22         | 1.400                     | 12      | 23        | 133       | 61         |
| 2020                    | 103.400     | 104.400     | 99,0        | 75         | 50         | 25         | 1.378                     | 11      | 26        | 130       | 61         |
| 2022                    | 102.195     | 103.153     | 99,1        | 67         | 50         | 17         | 1.525                     | 10      | 18        | 114       | 61         |

### Sede di Cornus
- Enciclopedia della Sardegna, vol. 3, Sassari, 2007, pp. 71–72 (Columbaris) e 147–149 (Cornus)
- Matteo Poddi, Senafer (Cornus-Cuglieri?), in Raffaela Bucolo (a cura di), Le sedi episcopali della Sardegna paleocristiana. Riflessioni topografiche, Rivista di archeologia cristiana 86 (2010), pp. 393–402
- Pier Giorgio Ignazio Spanu, La Sardegna bizantina tra 6 e 7 secolo, Oristano, 1998, pp. 96–102
- Attilio Mastino, La Sardegna cristiana in età tardo-antica, in La Sardegna paleocristiana tra Eusebio e Gregorio Magno: atti del convegno nazionali di studi, Cagliari, 1999, pp. 263–307

### Sede di Bosa
- (EN)  Scheda della diocesi su Catholic Hierarchy
- Enciclopedia della Sardegna, vol. 2, Sassari, 2007, pp. 59–62
- Giuseppe Cappelletti, Le Chiese d'Italia della loro origine sino ai nostri giorni, vol. XIII, Venezia, 1857, pp. 209–224
- Pietro Martini, Storia ecclesiastica di Sardegna, vol. III, Cagliari, 1841, p. 340-346.
- (LA)  Antonio Felice Mattei, Sardinia sacra seu De episcopis sardis historia, Roma, 1761, pp. 192–206
- Polemone Luigi Bima, Serie cronologia degli arcivescovi e vescovi del Regno di Sardegna, Asti, 1845, pp. 82–88
- (LA)  Pius Bonifacius Gams, Series episcoporum Ecclesiae Catholicae, Graz, 1957, pp. 834–835
- (LA)  Konrad Eubel, Hierarchia Catholica Medii Aevi, vol. 1, p. 141; vol. 2, p. 109; vol. 3, p. 137; vol. 4, p. 118; vol. 5, p. 124; vol. 6, p. 127

### Sede di Alghero
- Enciclopedia della Sardegna, vol. 1, Sassari, 2007, pp. 120–123
- Giuseppe Cappelletti, Le Chiese d'Italia della loro origine sino ai nostri giorni, vol. XIII, Venezia, 1857, pp. 141–154
- Pietro Martini, Storia ecclesiastica di Sardegna, vol. III, Cagliari, 1841, p. 336-340
- (LA)  Antonio Felice Mattei, Sardinia sacra seu De episcopis sardis historia, Roma, 1761, pp. 171–180
- Polemone Luigi Bima, Serie cronologia degli arcivescovi e vescovi del Regno di Sardegna, Asti, 1845, pp. 64–70
- (LA)  Pius Bonifacius Gams, Series episcoporum Ecclesiae Catholicae, Graz, 1957, p. 832
- (LA)  Konrad Eubel, Hierarchia Catholica Medii Aevi, vol. 3, p. 104; vol. 4, p. 78; vol. 5, p. 78; vol. 6, p. 76
- (LA)  Bolla Aequum reputamus, in Michele Antonio Gazano, La storia della Sardegna, Cagliari, 1777, vol. II, pp. 155–160